# Roger Diederen
Roger Diederen (* 1965 in Heerlen, Niederlande) ist ein niederländischer Kunsthistoriker.

## Leben
Diederen studierte von 1984 bis 1990 Kunstgeschichte und Archäologie an der Universiteit van Amsterdam mit Schwerpunkt niederländische Kunst des 17. Jahrhunderts. 2004 promovierte er über den orientalistischen Maler Jean Lecomte du Nouÿ (1842–1923).
1990 bis 1991 arbeitete er am Research Centre des J. Paul Getty Museums, Los Angeles und 1991 bis 1994 war er im Kupferstichkabinett des Rijksmuseums in Amsterdam tätig. 1993 war er Stipendiat der Abteilung European Paintings am Metropolitan Museum of Art, New York. Er war von 1994 bis 2000 wissenschaftlicher Mitarbeiter im Cleveland Museum of Art, wo er hauptsächlich am Bestandskatalog der europäischen Gemälde des 19. Jahrhunderts arbeitete. Im Dahesh Museum of Art, New York, organisierte er als Kurator Ausstellungen im Bereich der akademischen Kunst des 19. Jahrhunderts und erweiterte die Sammlung dieser Institution mit Ankäufen. 2006 wechselte er als Kurator an die Kunsthalle der Hypo-Kulturstiftung in München, an der er seit 2013 Direktor ist.

## Veröffentlichungen
- From Homer to the Harem: The Art of Jean Lecomte du Nouÿ. Dahesh Museum of Art, New York 2004, ISBN 0-9654793-2-3.
- Orientalismus in Europa – von Delacroix bis Kandinsky. Hirmer, München 2010, ISBN 978-3-7774-3251-9.
- Pompeji – Leben auf dem Vulkan. Hirmer, München 2013, ISBN 978-3-7774-2092-9.
- Dix/Beckmann. Mythos Welt. Hirmer, München 2014, ISBN 978-3-7774-2009-7.
- Mit Leib und Seele. Münchner Rokoko von Asam bis Günther. Sieveking, München 2014, ISBN 978-3-944874-15-9.
- Keith Haring. Gegen den Strich. Prestel, München 2015, ISBN 978-3-7913-5461-3.